# Teorema de Weyl-Schouten
En el camp matemàtic de la geometria diferencial, l'existència de coordenades isotèrmiques per a una mètrica (pseudo-) Riemanniana és sovint d'interès. En el cas d'una mètrica sobre un espai bidimensional, l'existència de coordenades isotèrmiques és incondicional. Per als espais de dimensions superiors, el teorema de Weyl–Schouten (anomenat així en honor a Hermann Weyl i Jan Arnoldus Schouten) caracteritza l'existència de coordenades isotèrmiques mitjançant determinades equacions que s'han de satisfer pel tensor de curvatura de Riemann de la mètrica.
L'existència de coordenades isotèrmiques també s'anomena planitud conformal, encara que alguns autors s'hi refereixen com a planitud conformal local ; per a aquests autors, la planitud conformal es refereix a una condició més restrictiva.

## Teorema
Pel que fa al tensor de curvatura de Riemann, el tensor de Ricci i la curvatura escalar, el tensor de Weyl d'una mètrica pseudoriemanniana g de dimensió n ve donada per [1]
{\displaystyle W_{ijkl}=R_{ijkl}-{\frac {R_{ik}g_{jl}-R_{il}g_{jk}+R_{jl}g_{ik}-R_{jk}g_{il}}{n-2}}+{\frac {R}{(n-1)(n-2)}}(g_{jl}g_{ik}-g_{jk}g_{ik}).}
El tensor de Schouten es defineix mitjançant les curvatures de Ricci i escalar per 
{\displaystyle S_{ij}={\frac {2}{n-2}}R_{ij}-{\frac {Rg_{ij}}{(n-2)(n-1)}}.}
Com es pot calcular per les identitats de Bianchi, aquestes compleixen la relació que 
{\displaystyle \nabla ^{j}W_{ijkl}={\frac {n-3}{2}}(\nabla _{k}S_{il}-\nabla _{l}S_{ik}).}
El teorema de Weyl-Schouten diu que per a qualsevol varietat pseudoriemanniana de dimensió n:[3]
- Si n ≥ 4, aleshores la varietat és plana de forma conforme si i només si el seu tensor de Weyl és zero.
- Si n = 3, aleshores la varietat és plana si i només si el seu tensor de Schouten és un tensor de Codazzi.

Com se sap abans del treball de Weyl i Schouten, en el cas n = 2, cada varietat és conformement plana. En tots els casos, el teorema i la seva demostració són completament locals, de manera que la topologia de la varietat és irrellevant.
Hi ha diferents convencions per al significat de la planitud conformal; el significat tal com es pren aquí de vegades s'anomena planitud conformal local.